# Manorhamilton
Manorhamilton (irisch Cluainín oder länger Cluainín Uí Ruairc „O’Rourkes kleine Wiese“) ist eine Stadt im County Leitrim im Nordwesten der Republik Irland.

## Der Ort
Manorhamilton liegt im Norden von Leitrim, etwa 25 km südlich der Grenze zum County Donegal, an der N16 von Sligo nach Enniskillen in Nordirland. Sligo ist 27 km in westlicher, Enniskillen im County Fermanagh 41 km in östlicher Richtung entfernt. Mit Bundoran an der N15 im Norden ist Manorhamilton durch eine Regionalstraße (R280) verbunden, ebenso mit den Nationalstraßen N4 und N17 unter Umgehung von Sligo im Süden.
Die Nähe zu Sligo Town führte dazu, dass es viele dort arbeitende Berufspendler gibt und Manorhamilton in den zurückliegenden Jahren des irischen Wirtschaftsaufschwungs seinerseits eine nennenswerte Vergrößerung erlebt hat.

## Verkehr
An den Schienenverkehr in Irland ist Manorhamilton seit 1957 nicht mehr angeschlossen. Die Buslinie 458 der staatlichen Busgesellschaft Bus Éireann von Ballina über Sligo nach Enniskillen hält in jede Richtung zehnmal am Tag in der Stadt (Stand 2024).

## Kultur
In Manorhamilton ist das Leitrim Sculpture Centre angesiedelt, und 10 Minuten Fahrzeit entfernt findet sich der Lough Mac Nean Sculpture Trail.

## Sehenswürdigkeiten
- Famine Graveyard
- Glencar Waterfall
- Manorhamilton Castle & Heritage Centre
- Parke’s Castle
- Court Tombs von Tullyskeherny und Larkfield Wedge Tomb
- Wedge Tomb von Aghamore

## Persönlichkeiten
- Eliza Pratt Greatorex (1819–1897), US-amerikanische Künstlerin
- Anthony Durnford (1830–1879), britischer Offizier
- James Dolan (1882–1955), Politiker